# Гібернія (бурова платформа)
46°45′02″ пн. ш. 48°46′59″ зх. д. / 46.75043611° пн. ш. 48.78292778° зх. д.
Платформа «Гібернія», англ. Hibernia Gravity Base Structure — бурова платформа, яка стала до ладу в 1997 р. неподалік від узбережжя Ньюфаундленда (Канада). Видобуває нафту з глибини 80 м. Її фундамент побудовано з 450 тис. т залізобетону і здатний витримати натиск айсберга вагою в 1 млн т.
Перша нафта була видобута 17 листопада 1997 року, за чотири тижні до запланованого строку.
Запланований термін роботи «Гібернії» (18 років) закінчився в 2015 р.